# Sergueï Outchenko
Sergueï Lvovitch Outchenko (Серге́й Льво́вич У́тченко), né le 14 décembre 1908 à Saint-Pétersbourg et mort le 2 mai 1976, est un historien soviétique de l'antiquité, docteur en science historique (1949), professeur à l'université d'État de Moscou. Il a aussi enseigné à l'université d'État de Léningrad, à l'institut des archives historiques et à l'institut pédagogique de Moscou. 

## Biographie
Il termine en 1925 l'école unifiée du travail n° 68 et entre 1926 et 1930 travaille comme manœuvre à l'usine Metpribor. Il entre en 1930 à l'institut de technologie chimique de Léningrad et poursuit ses études à la faculté de chimie de l'université d'État de Léningrad. En 1934, il entre directement en quatrième année de la faculté d'histoire. Entre 1935 et 1939, il est aspirant au doctorat dans cette même faculté et défend sa thèse de 3e cycle. Outchenko est membre du parti communiste dès 1931. En 1949, il présente sa thèse de doctorat. En 1950, il devient vice-directeur, puis directeur du secteur de l'histoire antique à l'institut d'histoire de l'Académie des sciences d'URSS (renommé en 1968 en institut d'histoire générale de l'Académie des sciences d'URSS). Il enseigne entre 1939 et 1941 à la faculté d'histoire de l'université de Léningrad.
Il combat pendant la Grande Guerre patriotique (1941-1945).
Outchenko enseigne de 1950 à 1954 à l'université d'État de Moscou et reçoit le titre de professeur. Entre 1954 et 1960, il dirige la chaire d'histoire générale à l'institut des archives historiques et de 1969 jusqu'à la fin de sa vie il enseigne à l'institut pédagogique d'État de Moscou.
Ses travaux de fond portent surtout sur l'histoire politique de la Rome antique du Ier siècle av. J.-C. au Ier siècle ap. J.-C. Outchenko est rédacteur-en-chef de La Revue d'histoire ancienne, littéralement Le Messager de l'histoire antique («Вестник древней истории») de 1966 à 1976.

## Quelques travaux
- La Lutte idéologique et politique à Rome à la veille de la chute de la République. De l'histoire des idées politiques du 1er siècle. avant J.-C. - Moscou, 1952. [Идейно-политическая борьба в Риме накануне падения Республики. Из истории политических идей I в. до н. э.]
- La Crise et la chute de la République romaine  [Кризис и падение Римской республики]. — Moscou, 1965.
- À travers les yeux d'un historien [Глазами историка]. — Moscou: éd. Naouka, 1966.
- La Rome anrique: événements, personnes, idées [Древний Рим: события, люди, идеи]. — Moscou, 1969.
- Cicéron et son époque  [Цицерон и его время]. — Moscou, 1972.
  - 2e éd. — Moscou: éd. Mysl (Pensée) [Мысль], 1986.
- Jules César [Юлий Цезарь]. — Moscou, 1976.
  - 2e éd. — Moscou, 1984.
- Les enseignements politiques de la Rome antique (IIIe – IIe siècles av. J.-C.) [ Политические учения Древнего Рима (III—II вв. до н. э.) ]. — Moscou, 1977 (post mortem)

## Source de la traduction
- (ru) Cet article est partiellement ou en totalité issu de l’article de Wikipédia en russe intitulé « Утченко, Сергей Львович » (voir la liste des auteurs).